# Цитохромія
Цитохромія — вид чотири-кольорового друку, при якому особлива увага приділяється чорному кліше, що відтворює деталі зображення, нейтральні тони і блакитні тіні. Решта три кліше (червоне, жовте і синє)
розтравлюються і служать для передавання яскравих кольорових тонів на друкарському відбитку.